# Palais Mezzanotte
Le palais Mezzanotte (en italien : Palazzo Mezzanotte) est un bâtiment de style Novecento de la ville de Milan en Italie, siège de la bourse de Milan.

## Histoire
Le bâtiment fut conçu par l'architecte italien Paolo Mezzanotte (it) en 1927. Ce furent les autorités de la ville qui commandèrent sa construction, avec l'objectif de réunir toutes les activités de la bourse dans un seul bâtiment. L'inauguration eut lieu au mois d'octobre 1932.

## Description
Le palais se situe dans la celèbre piazza Affari dans le centre-ville de Milan.
À l'intérieur du bâtiment, l'immense plafond en verre à compartiments linéaires de la salle du marché des céréales connu sous le nom de "Cri de Bazzi" a été conçu par le célèbre peintre Carlo Bazzi et réalisé par la société de verre d'art milanaise Corvaya e Bazzi ; la salle des enchères, où les transactions "appelées" étaient effectuées, est éclairée depuis le haut par un grand auvent en verre sculpté représentant la coupole céleste et les constellations, conçu par Gio Ponti et fabriqué par le studio suisse de verre d'art Pietro Chiesa (1892-1948).
La façade monumentale, de 36 mètres de hauteur, est réalisée en travertin.